# Světlík (rod)
Světlík (Euphrasia) je početný, taxonomicky komplikovaný rod poloparazitických zárazovitých rostlin vyskytujících se v mírných pásech obou polokoulí a na některých ostrovech v Indonésii a přilehlých oblastech. Řada druhů je horská. Typicky jde o jednoleté byliny se souměrnými květy s bílou až fialově zbarvenou korunou a vstřícnými listy s pilovitými okraji. Rozlišování jednotlivých druhů je mnohdy velice obtížné, protože jednotlivé populace světlíků se mohou snadno křížit nebo v nich naopak probíhá rychlá a paralelní selekce morfotypů vyhlížejících jako samostatné druhy odlišné od mateřských populací. Jsou známy druhy různých ploidních úrovní, nejčastěji diploidní a tetraploidní. V květeně České republiky se vyskytuje asi 6 druhů (v závislosti na pojetí i více), celosvětově jich je rozlišováno kolem dvou až tří set. 

## Charakteristika

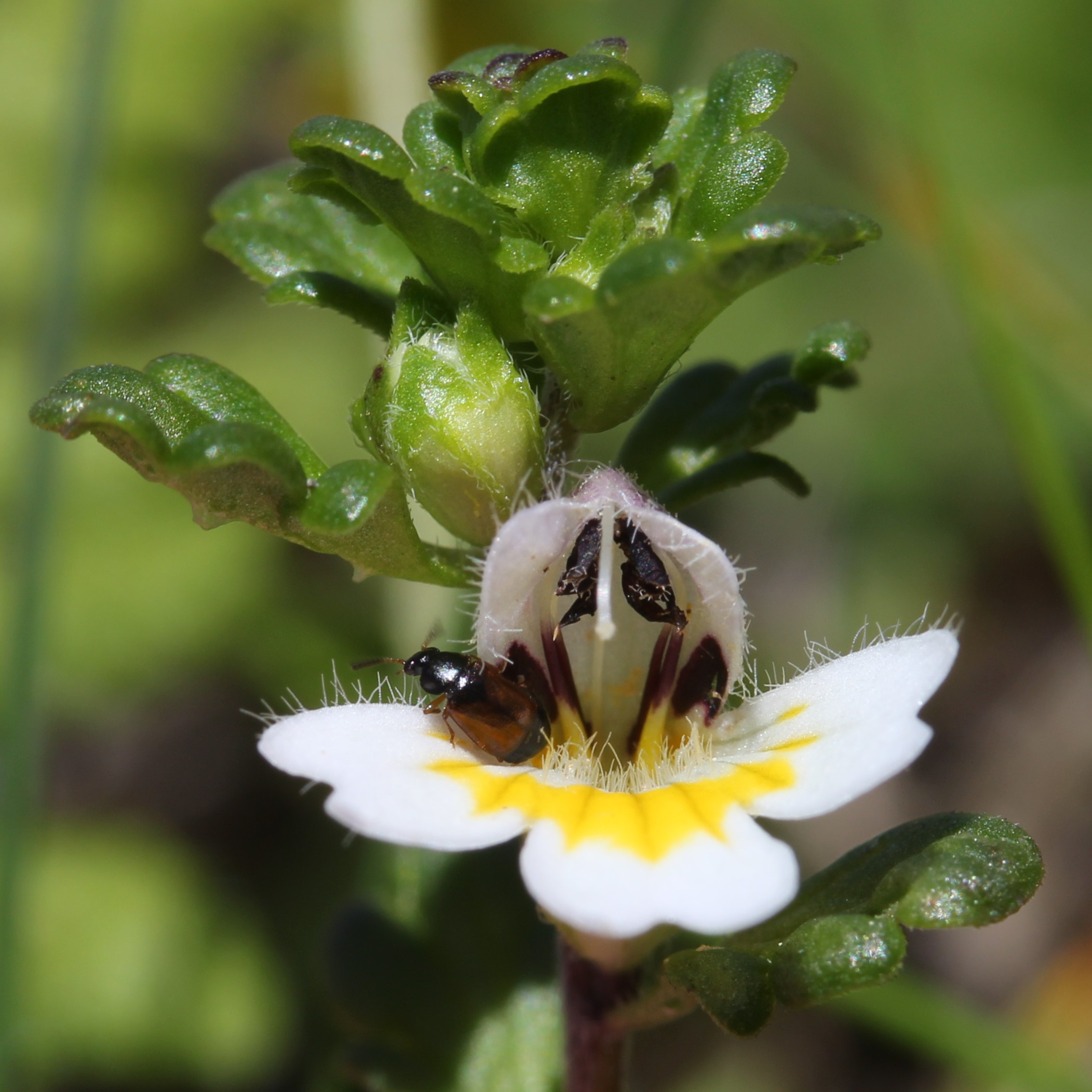
Detail květu japonského světlíku Euphrasia matsumurae s patrnou čtveřicí tyčinek (již zasychajících) a čnělkou

Světlíky jsou nejčastěji jednoleté byliny, někdy na bázi dřevnatějící, některé australské a ostrovní druhy (např. z Azor, Tchaj-wanu) jsou však trvalky až odolné polokeře. Jako typický zástupce podčeledi kokrhelových (Rhinanthoideae) zahrnuje rod světlík poloparazitické rostliny, které svými haustorii v podobě drobných, vlášením opatřených zduřenin na konci kořínků invadují pletiva kořenů rozmanitých hostitelských rostlin, např. některých bobovitých rostlin, trav, jitrocelů atd. Lodyhy jsou oblé až v náznaku čtyřhranné. Listy přisedlé či s krátkým řapíkem, vstřícné, výše na lodyze někdy přecházejí ve střídavé. Jejich čepel je na okraji zubatá nebo vroubkovaná.
Pro některé světlíky je typický tzv. sezónní difylismus čili dimorfismus, kdy jeden a týž druh vytváří dva různé morfologické typy: časný, aestivální typ je celkově nižší, s listy méně výrazně zubatými, kdežto pozdní, autumnální typ je o něco mohutnější, bohatěji větvený, s ostřeji zubatými listy. Kromě sezóny je tento jev ovlivněn i konkrétním prostředím, v němž rostlina roste: na vlhčích a zastíněných stanovištích i později během sezóny vyrůstají rostliny připomínající aestivální typ.
Kratičce stopkaté květy jsou zřetelně souměrné, s čtyřcípým zvonkovitým kalichem a dvoupyskou korunou, přičemž horní pysk je klenutý, dvouzubý či dvoulaločný, dolní plochý, trojcípý. Barva květů je často bělavá až světle nafialovělá, často s temnějšími fialovými proužky podél cévních svazků a se žlutavou skvrnou na dolním pysku, koruna však může být i žlutá nebo modravě až temně fialová. Květy jsou vždy po jednom podepřeny listeny (které jsou podobné lodyžním listům) a jsou uspořádány do hroznů, resp. klasů. Tyčinky jsou 4, dvoumocné. Semeník je dvoupouzdrý, dlouhá čnělka končí hlavatou bliznou. Plodem je mnohosemenná pouzdrosečná tobolka. Semena jsou drobná (asi 1 až 2 mm dlouhá), podlouhlá, podélně žebernatá.
   

Rod světlík je považován za monofyletický na základě fylogenetických i morfologických studií: monofylii kromě molekulárních dat podporuje např. charakteristická stavba koruny, povrchu semen, uspořádání a morfologie listů nebo počet chromozomů, jichž je původně (v haploidní sadě) 11, byť u světlíků je běžná polyploidie (kromě diploidních druhů jsou běžné druhy tetraploidní, ale známé jsou i vyšší ploidie až k dodekaploidii).

Morfologické znaky světlíků
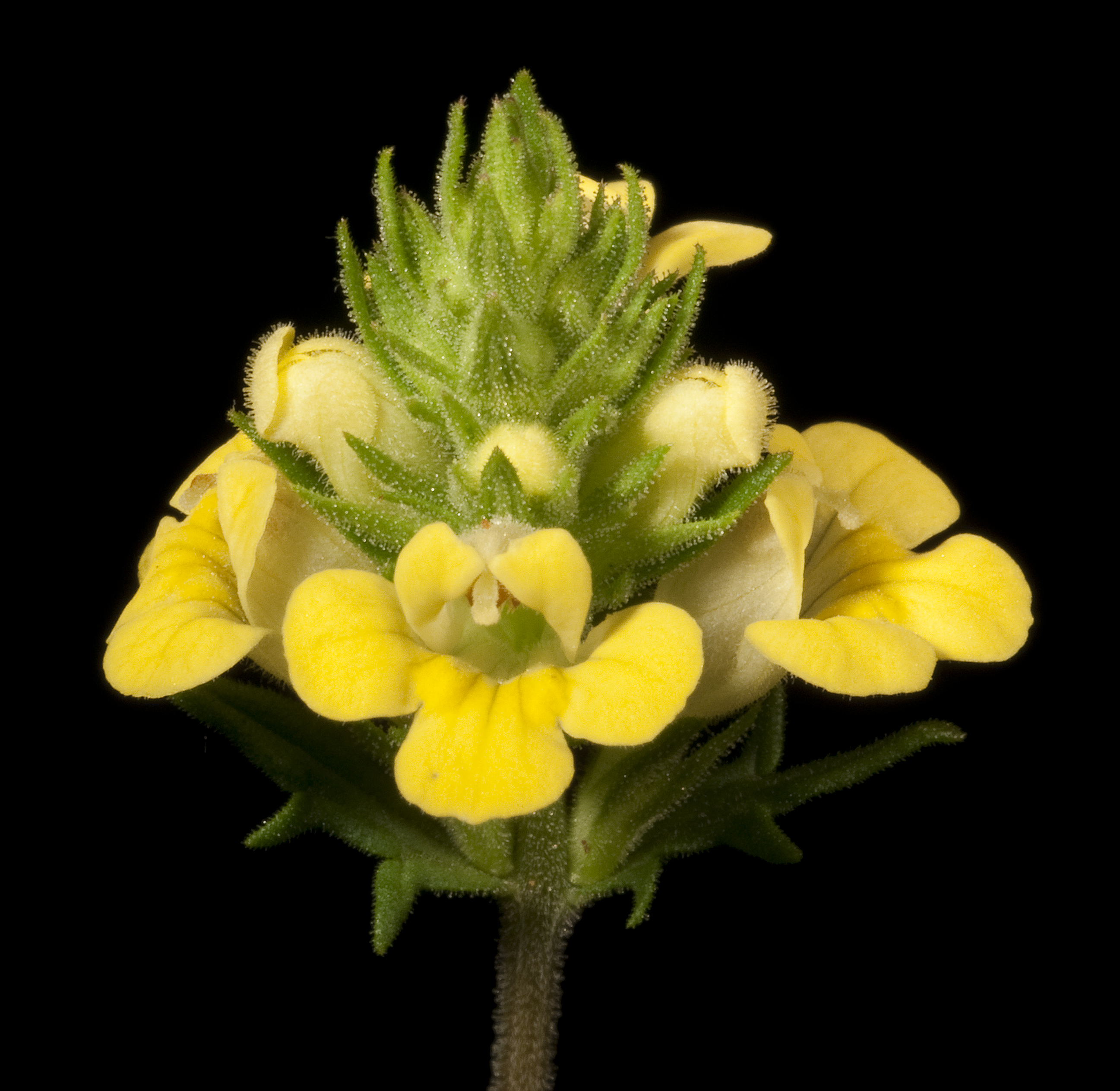
Žlutokvětý australský druh Euphrasia scabra
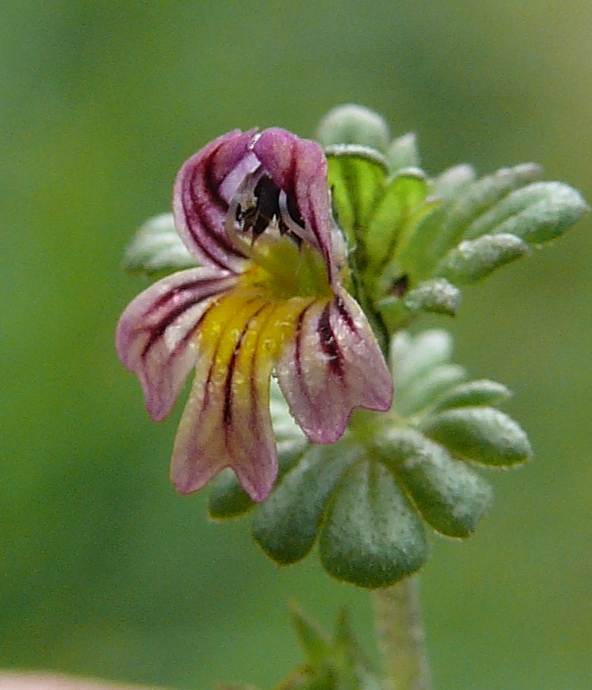
Drobný alpský světlík Euphrasia hirtella
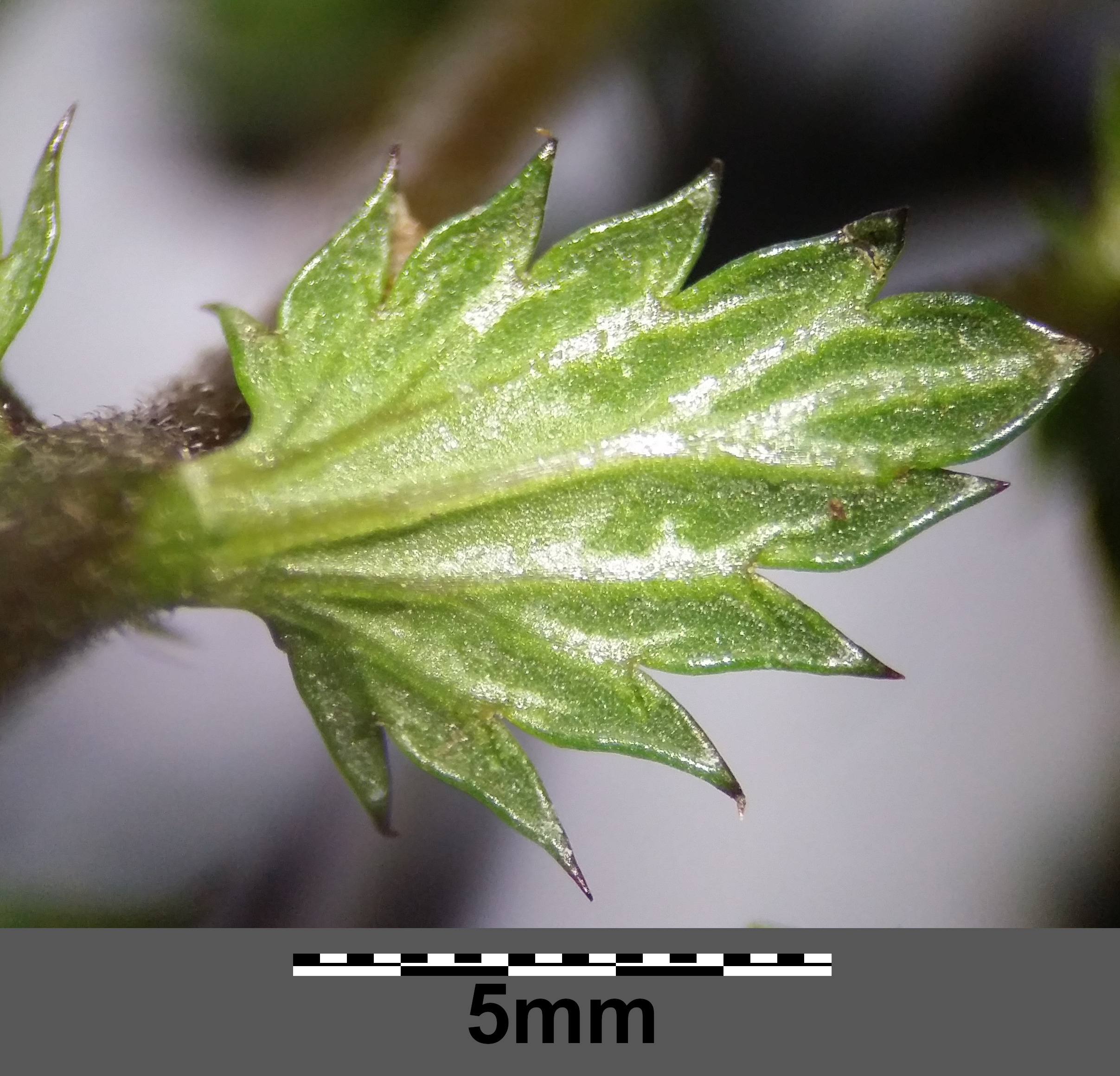
Pohled na spodní stranu listu světlíku tuhého
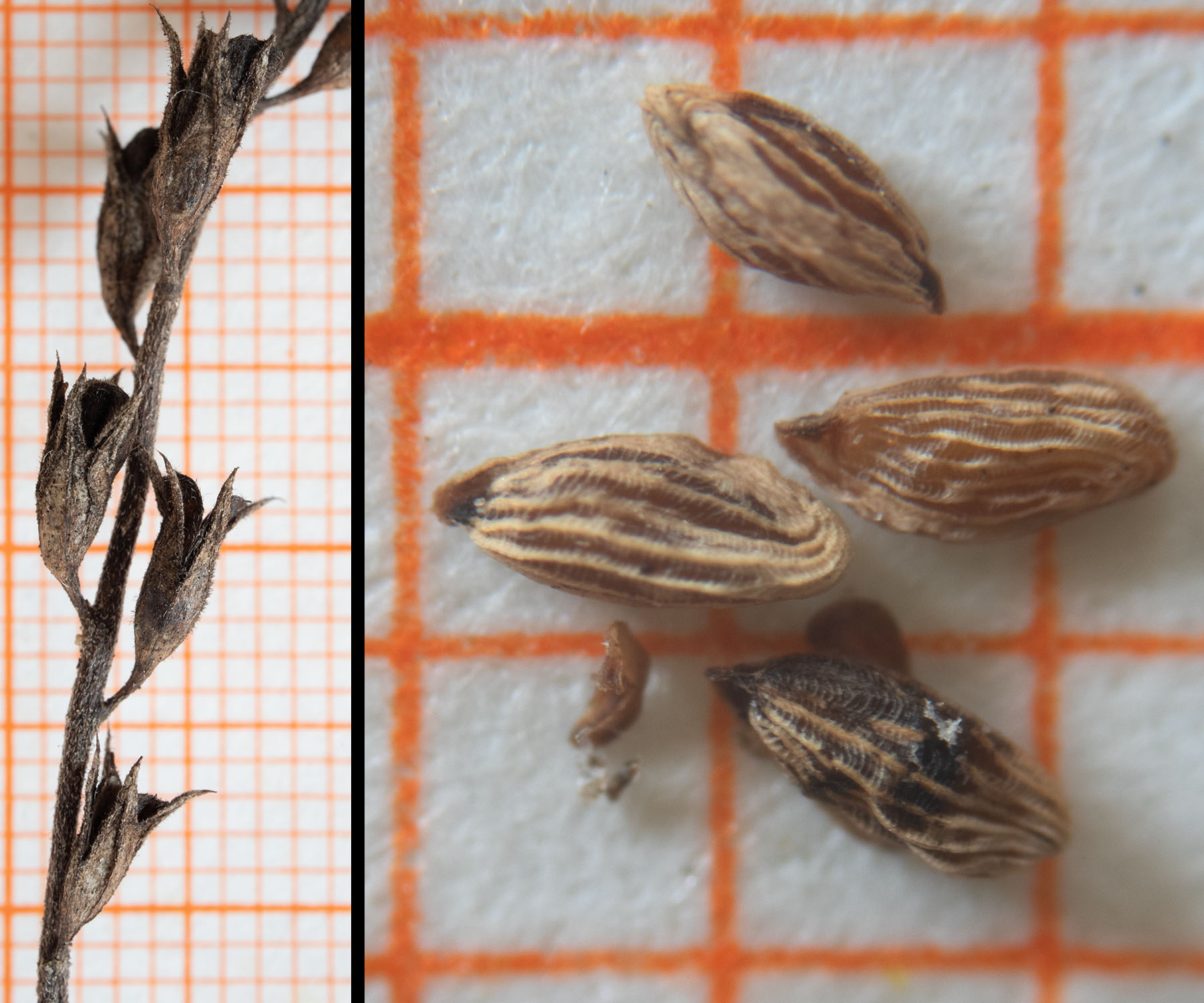
Tobolky a semena světlíku tuhého

## Druhy

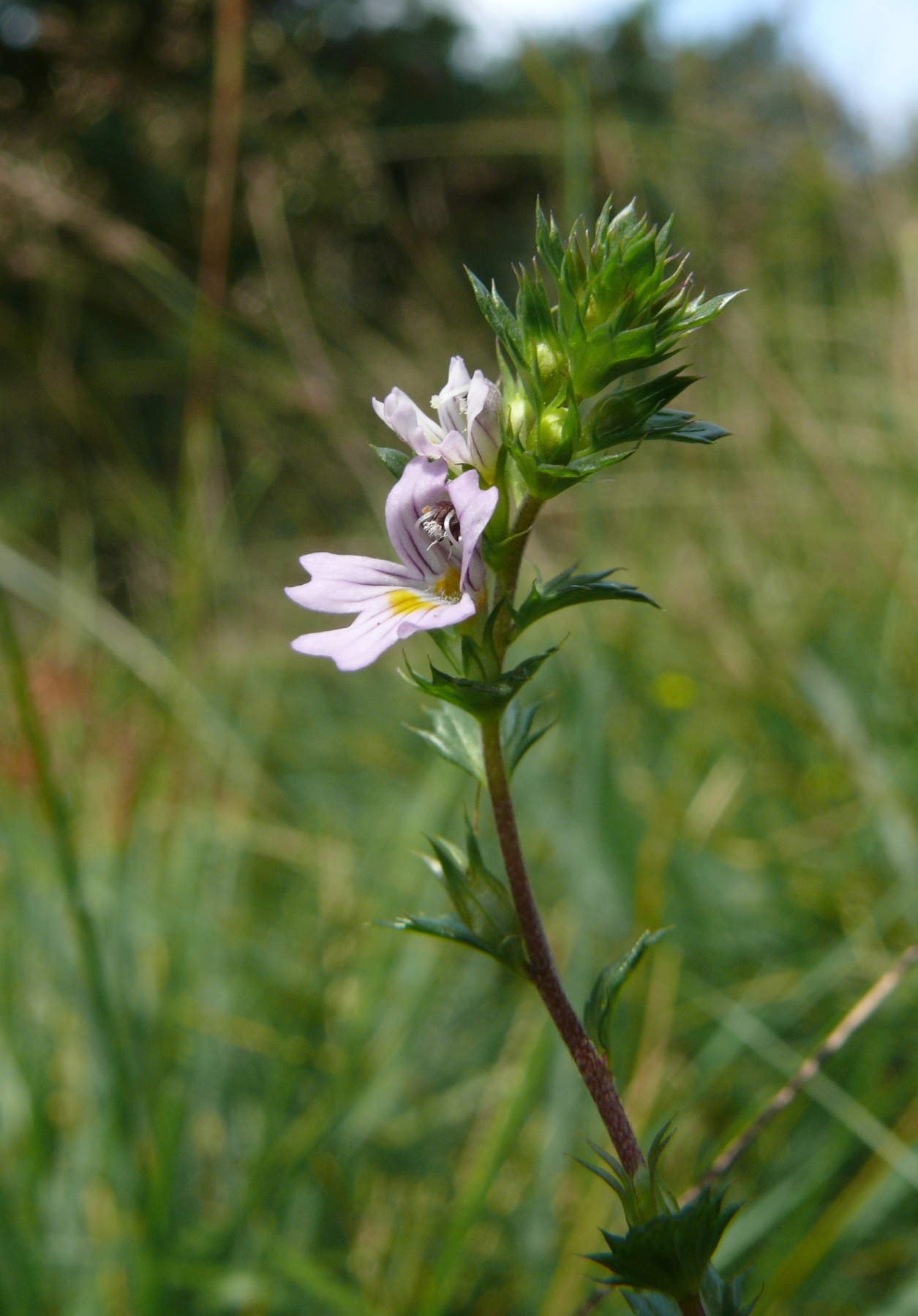
Světlík tuhý je příkladem taxonomicky problematického druhu

Definovat jednotlivé druhy světlíků – a určit jejich počet – je dosti nesnadné, neboť se jedná o rod, kde často probíhá křížení, introgrese a polyploidizace, což je částečně důsledek toho, že řada druhů je relativně „mladá“ (probíhá zde postglaciální speciace). Spolehlivé morfologické rozdíly mezi druhy se tak hledají velmi obtížně, mnohé druhy jsou si vzájemně podobné, zároveň vykazují významnou vnitrodruhovou variabilitu a mezidruhové rozdíly mohou být nenápadné, případně v rámci hybridních rojů setřené. U některých drobnějších populací dochází naopak vzhledem ke krátké generační době k rychlým mikrospeciačním procesům a selektování lokálních morfotypů. Na různých lokalitách s podobnými podmínkami mohou konvergentně vznikat podobné morfotypy, které jsou pak někdy mylně považovány za stejný taxon. Vzhled rostlin je dále závislý i na druhu hostitelské rostliny. Situaci navíc komplikuje výše zmíněný sezónní dimorfismus některých druhů.
Stejně jako na morfologické úrovni existují problémy s vymezením druhů i na úrovni genetické, což není vzhledem k hojnému křížení a polyploidizaci překvapivé. Na druhou stranu křížení mezi diploidními a tetraploidními rostlinami je silně omezeno vzhledem k nízké klíčivosti semen získaných takovouto hybridizací. Jiným typem reprodukční bariéry je někdy výrazně odlišná velikost květů u různých druhů. Malokvěté druhy jsou vzácněji navštěvované opylovači a jsou mnohem častěji samosprašné. Analýzy genomických dat vykazují vysokou míru nesrovnalostí mezi fylogenetickým signálem z různých kompartmentů (např. mezi signálem z jaderné a chloroplastové DNA), což dále poukazuje na silnou míru genetického toku mezi různými druhy a populacemi.
Počet druhů světlíků je tak uváděn různými autory různě: od ca 150–180 přes ca 270 do asi 350 druhů.

## Rozšíření
Centrem diverzity světlíků jsou hlavně horské oblasti, v Evropě obzvlášť Alpy. V Himálaji vystupují až do výšek asi 4 450 m n. m. Jinak vykazují světlíky bipolární rozšíření – osidlují primárně mírný pás obou polokoulí. Vyskytují se v mírném pásu Eurasie i Severní Ameriky (jeden druh zasahuje i do severní Afriky), a pak v mírném pásu Jižní Ameriky, Austrálie a Nového Zélandu, ale také v horách na Nové Guineji, Filipínách, Borneu či Celebesu. Takovéto rozšíření bylo vysvětlováno různě, od fragmentace původně souvislého druhohorního areálu (což je stará hypotéza z 1. poloviny 20. století, nevyhovující moderním paleobotanickým a fylogenetickým datům) po mnohem recentnější šíření světlíků na velké vzdálenosti, což je vzhledem k odhadovanému stáří rodu preferovaná hypotéza (stáří korunové skupiny světlíků je patrně 11–8 miliónů let; zhruba v této době tedy žil poslední společný předek současných druhů). Analýzy některých jednotlivých genů (ITS[nepřesný odkaz], fragmenty chloroplastové DNA) vedou k interpretaci, že rod má původ na severní polokouli a dvakrát se nezávisle rozšířil na jih do Jižní Ameriky a Austrálie, ale studie založené na mnohem rozsáhlejších genomických datech ukazují, že situace může být složitější a vzhledem k rozporům mezi jednotlivými genetickými markery nejasná.
 

Přestože druhová diverzita je vyšší na severní polokouli, je rod na jižní polokouli morfologicky variabilnější (většina sekcí rodu je popsána odsud). Některé populace světlíků mohou vykazovat výraznou periodicitu, kdy rostliny mohou z lokality na několik let vymizet až na zásobu semen v půdě. Z této půdní semenné banky se populace za vhodných podmínek obnoví.

Exotické druhy světlíků
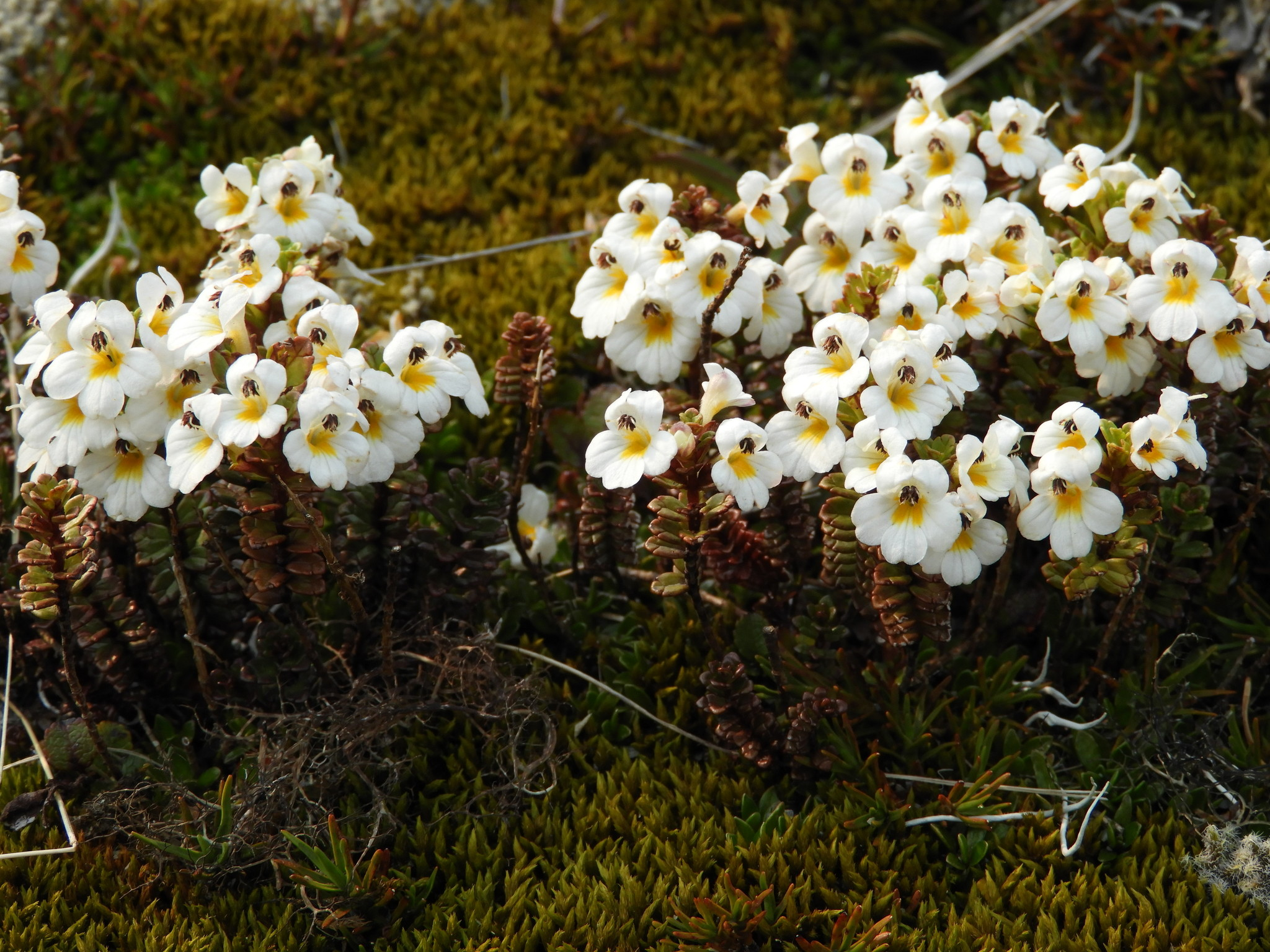
Euphrasia monroi z Nového Zélandu
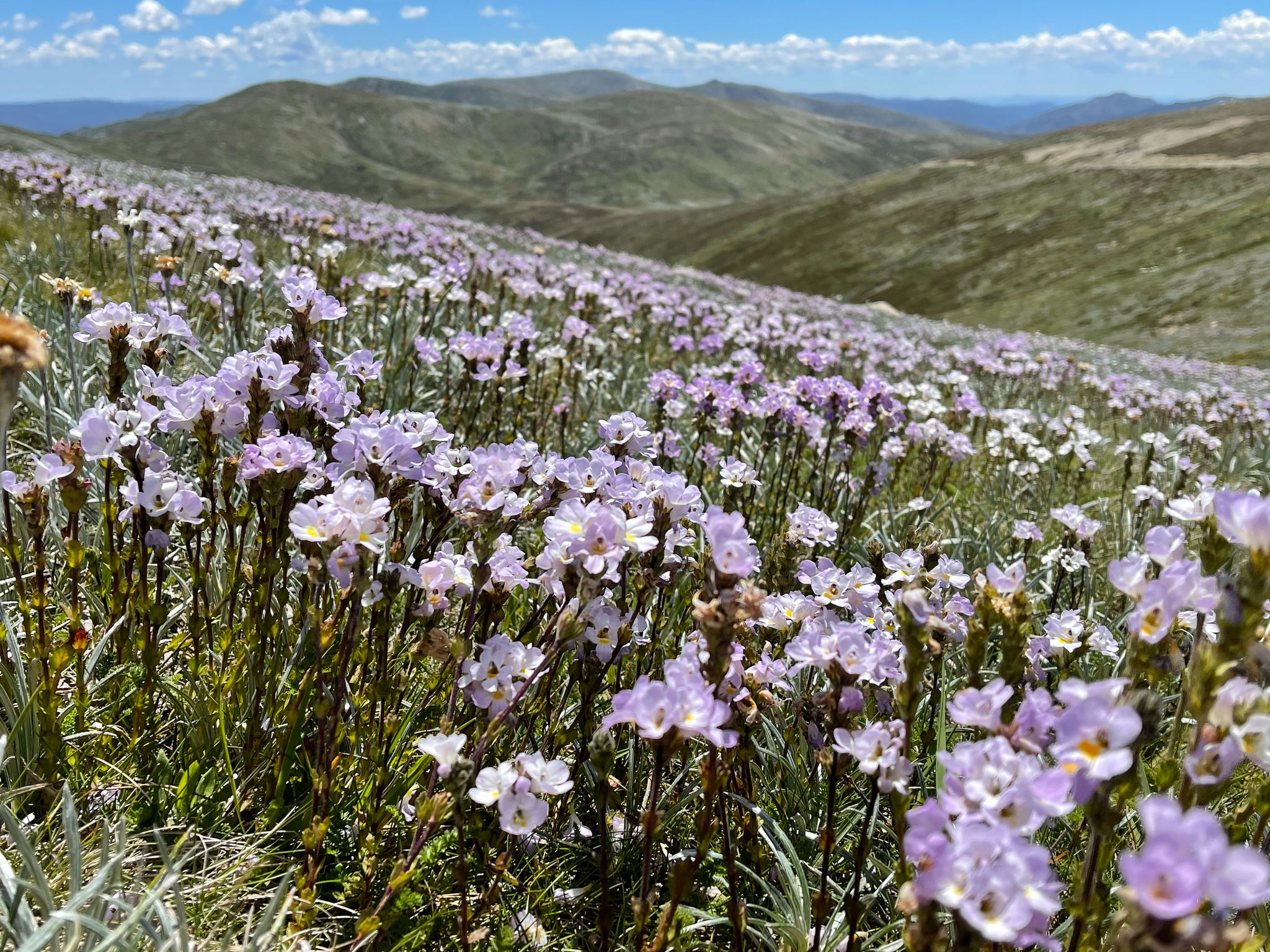
Euphrasia collina z Austrálie
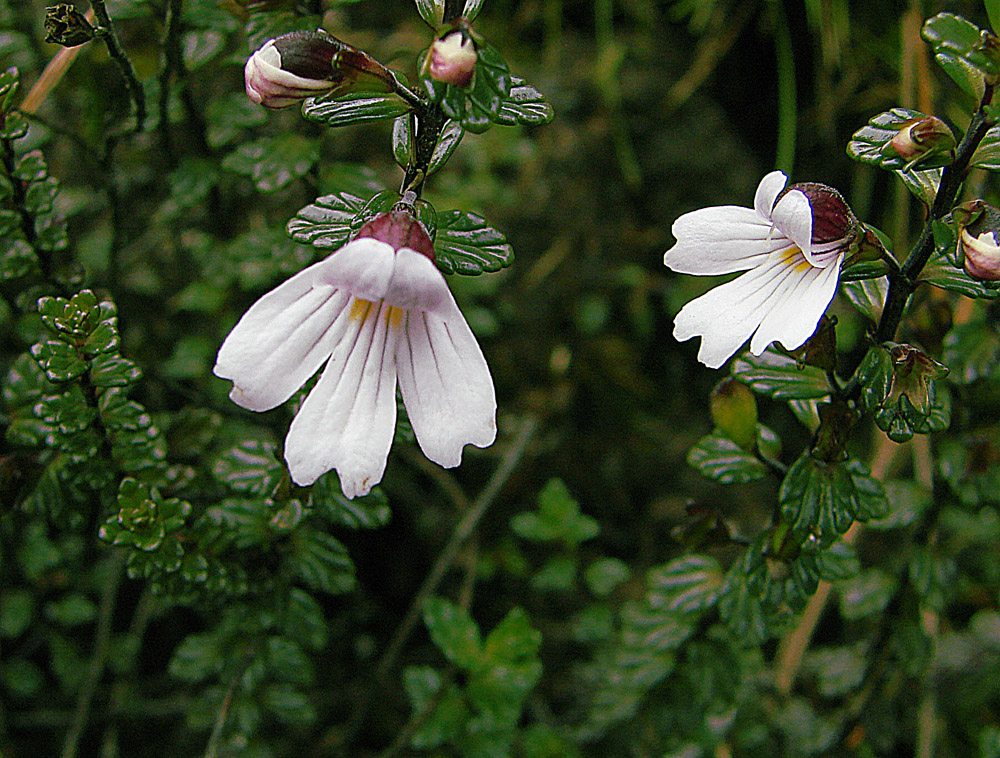
Euphrasia borneensis z Bornea
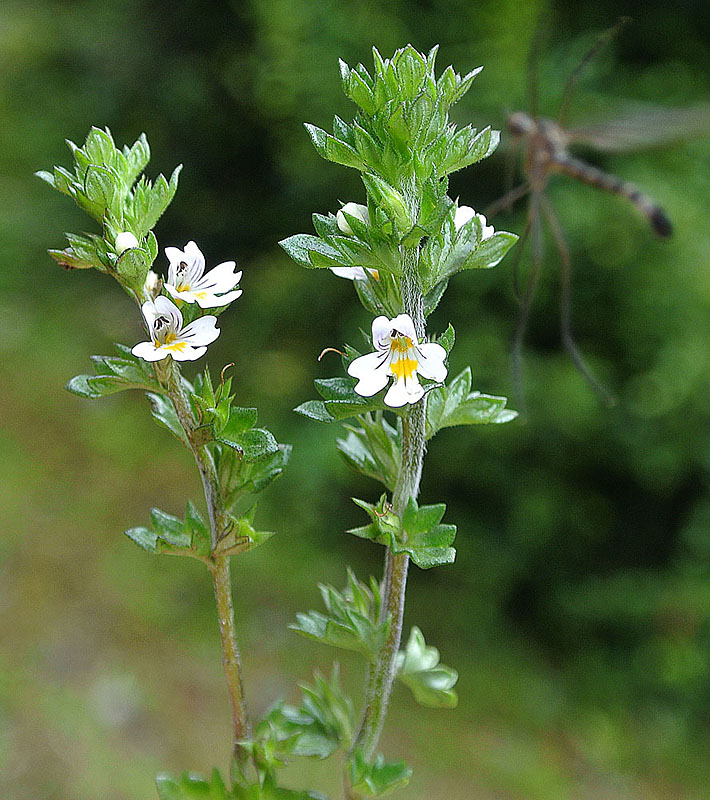
Euphrasia antarctica z Patagonie

### Zástupci v ČR

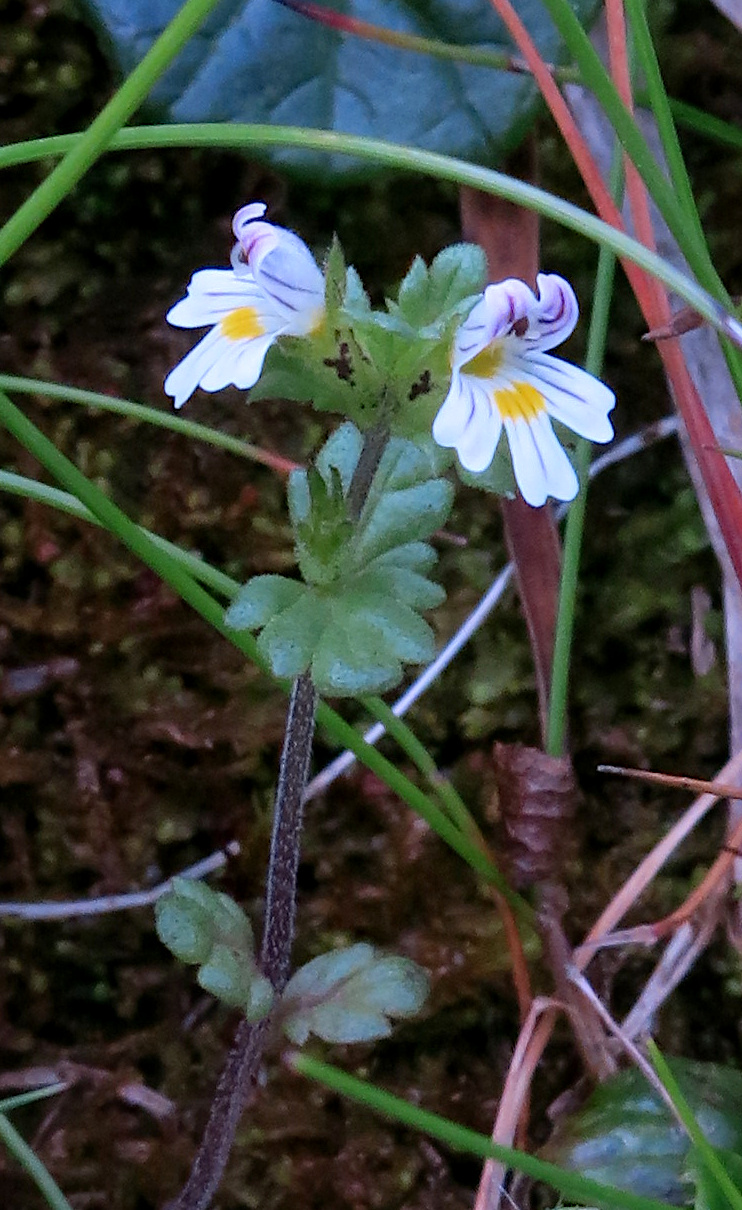
Světlík tatranský

V Česku se lze setkat s následujícími druhy (druhový status některých taxonů je však sporný a/nebo nejasný):
- světlík lékařský (Euphrasia officinalis L., syn. E. rostkoviana Hayne) s několika poddruhy. V přírodě ČR jde o druh s největšími květy (korunní trubka měří kolem 1 cm).
- světlík tuhý (Euphrasia stricta J. F. Lehm.), variabilní relativně hojný druh se středně velikými květy (7–10 mm) a se zuby listenů většinou vybíhajícími v osinku. Do tohoto druhu nejspíše patří i populace označované dříve jako s. slovenský (E. slovaca) a s. tatarský (E. tatarica).
- světlík hajní (Euphrasia nemorosa Wallr.), zvaný též s. větvený. Pozdní, bohatě větvený druh spíše vyšších poloh s korunou asi 4–7 mm dlouhou.
- světlík modravý (Euphrasia coerulea Tausch, syn. E. uechtritziana Junger et Engler), málo větvený druh s narůžovělými až namodralými květy rozšířený v ČR v severních a východních pohořích. Květní koruna je dlouhá asi 4–7 mm. Morfotyp určovaný dříve v ČR jako s. krátký (E. curta) patří do tohoto druhu, stejně jako rostliny uváděné z Krušných hor a Krkonoš jako s. chladnomilný (E. frigida) nebo krkonošský taxon s. krkonošský (E. corcontica).
- světlík drobnokvětý (Euphrasia micrantha Rchb.) s malými květy (koruna do 0,5 cm dlouhá), se štíhlou a relativně vysokou lodyhou (nejčastěji 5–20 cm). V ČR velmi vzácný, jen na Třeboňsku.
- světlík tatranský (Euphrasia tatrae Wettst.), další vzácný drobnokvětý druh (koruna do 0,5 cm dlouhá), s nižším vzrůstem (většinou jen do 10 cm). V ČR jen Kotelní jámy a Labská louka.

Sporný je herbářový doklad s. solnohradského (E. salisburgensis) z Rýchor. Kromě toho se v české přírodě vyskytuje řada hybridů výše uvedených druhů.